# Iloílo
Iloílo est une ville des Philippines et la capitale de la province du même nom, sur l'île de Panay, au centre de l'archipel des Philippines.
Iloílo a été un centre historique agricole du pays, exportant du sucre, des bananes et du copra durant les périodes coloniales espagnole et américaine.
Lors du recensement en l'an 2000, la ville comptait 365 820 habitants, en 2010 elle atteignait 424 619 habitants et en 2015 elle avait 447 992 habitants. La densité est de près de 6 000 habitants au km², une des plus importantes du pays.

## Histoire
L'ancien nom d'Iloílo est Irong-irong, qui était celui de la langue de terre qui s'étire au sud du fleuve du même nom.
Une légende raconte qu'au XIIIe siècle, Datu Puti et d'autres datu (princes), fuyant la tyrannie du Sultan Makatunao à Bornéo, débarque à l'embouchure du fleuve Siwaragan, où se trouve aujourd'hui la ville de San Joaquín, et s'y établit. À l'époque la population de l'île de Panay, les Ati, avaient un roi nommé Marikudo et une reine du nom de Maniwangtiwang. Marikudo échangea les basses terres de Panay contre un couvre-chef en or ou saduk, un collier d'or également ou manangyad et autres présents des gens de Bornéo. Les Ati se retirèrent alors dans les montagnes, où ils habitent toujours. Datu Paiburong fut détaché à Irong-Irong.
Panay vivra en paix et prospère durant les 300 années qui suivent, régie par le Code de Kalantiao. Puis les Espagnols arrivent.
Dès 1855, Iloílo s'ouvre au commerce international et devient le port le plus important des Philippines. La province devient la plus active sur le plan économique. Iloílo acquiert le statut de ville en 1893.
Lorsque la Révolution philippine se déclenche contre les Espagnols, à Panay, le soulèvement est dirigé par le général Martin Delgado de Santa Bárbara. Il libère toutes les villes, sauf notamment Iloílo. Les Américains y débarquent en 1898.
En 1901, Iloílo est le principal port centre économique de Panay et des Negros. On lui annexe les villes voisines de Lapaz, Jaro, Mandurriao et Arevalo en 1937. Iloílo est surnommée la « ville reine du Sud ». Martin Delgado est le premier gouverneur de la province de Iloílo.
Durant la Seconde Guerre mondiale, Iloílo est occupée par les Japonais en 1942. Le Panay Guerilla Movement sera la première organisation de résistance des Philippines. Elle combattra les Japonais jusqu'à l'arrivée des Américains, le 25 mars 1945.

## Démographie
| Année | Habitants | Évolution |
| ----- | --------- | --------- |
| 1995  | 334 539   | -         |
| 2000  | 366 391   | 9,52 %    |
| 2007  | 418 710   | 14,28 %   |
| 2010  | 424 619   | 1,41 %    |

## Jumelage
- Qingdao (Chine)
- Yulin (Chine)
- Dededo (Guam)
- Bacolod (Philippines)
- Makati (Philippines)
- Quezon City (Philippines)
- Bilbao (Espagne)
- Honolulu (États-Unis)
- Stockton (États-Unis)
- Phnom Penh (Cambodge)